# Malaka (sèrie de televisió)
Malaka a ser una sèrie espanyola de televisió policíaca de thriller creada per Daniel Corpas i Samuel Pinazo per TVE. La sèrie, protagonitzada per Maggie Civantos, Salva Reina i Vicente Romero, és produïda per Globomedia i compta amb Javier Olivares (millor conegut per ser el cocreador i showrunner de El Ministerio del Tiempo, també de TVE) com a productor executiu. Va ser prestrenada el 2 de setembre de 2019 al FesTVal i es va estrenar en La 1 el 9 de setembre de 2019.
La sèrie és un tribut a la gent, l'ambient i la solera de la ciutat de Màlaga. Entre les seves més pròximes reminiscències es troben Rinconete y Cortadillo i la sèrie de TVE Juncal, entre d'altres.

## Trama
Tres agents de la llei - Darío, un agent corrupte que coneix els carrers a fons; Blanca, una agent d'elit que torna a Màlaga després d'uns anys de Madrid; i Quino, un detectiu privat i expolicia - han de resoldre dos casos policials: el de l'assassinat de Noelia, la filla d'un important empresari, el cadàver del qual ha aparegut surant en el port de Màlaga; i el d'una nova droga que ha despertat l'interès de les bandes de narcotràfic de la ciutat, fent que esclati una guerra entre totes elles.

## Repartiment

### Repartiment principal
- Maggie Civantos – Blanca Gámez
- Salva Reina – Darío Arjona "Gato"
- Vicente Romero – Joaquín "Quino" Romero

### Repartiment recurrent
- Antonio Gil – Germán Castañeda
- Manuel Morón – Esteban Sarabia
- Laura Baena Torres – Asunción Cortés "La Tota"
- Susana Córdoba – Salomé
- Pilar Gómez – Nines
- Alejandro Casaseca – Felipe Monzón
- Ignacio Mateos – Israel Cruz "El Barra"

amb la col·laboració especial de
- Cuca Escribano – Olga de la Coba

### Repartiment episòdic
- Helena Kaittani – Noelia Castañeda
- Emilio Palacios – Álvaro
- Víctor Castilla – Vicente Cortés "El Suizo"
- Héctor Meres – Jesús Pacheco "El Malo"
- Patrick Mitogo – Ibra
- Marco Cerezo – Perico
- David Tortosa – Enmanuel Manfredi
- Sara Alvarez – Inés
- Noemí Ruiz – Ruth Bravo
- Abdelatif Hwidar – Nabil Hareke
- Younes Bachir – Rachid

## Capítols
| Núm. | Títol                                     | Direcció         | Guió                                                       | Data d'emissió original | Audiència         |
| ---- | ----------------------------------------- | ---------------- | ---------------------------------------------------------- | ----------------------- | ----------------- |
| 1    | «Fenicios»                                | Marc Vigil       | Daniel Corpas y Samuel Pinazo                              | 9 de setembre de 2019   | 1 874 000 (13,5%) |
| 2    | «Vivir dentro de una piedra»              | Chiqui Carabante | Daniel Corpas, Samuel Pinazo, Sergio Sarria y Luismi Pérez | 9 de setembre de 2019   | 1 523 000 (15,6%) |
| 3    | «Tú no sabes quién soy yo»                | Chiqui Carabante | Daniel Corpas, Samuel Pinazo e Isa Sánchez                 | 16 de setembre de 2019  | 1 341 000 (9,0%)  |
| 4    | «La palabra es plata, el silencio es oro» | Catxo López      | Daniel Corpas, Samuel Pinazo y Santi Díaz                  | 23 de setembre de 2019  | 1 150 000 (8,0%)  |
| 5    | «El secreto de Kali»                      | Catxo López      | Daniel Corpas, Samuel Pinazo e Isa Sánchez                 | 30 de setembre de 2019  | 1 269 000 (8,5%)  |
| 6    | «Alquimia»                                | Carles Torrens   | Daniel Corpas, Samuel Pinazo, Sergio Sarria y Luismi Pérez | 7 d'octubre de 2019     | 1 233 000 (8,4%)  |
| 7    | «Mañana todo aquí será como ayer»         | Carles Torrens   | Daniel Corpas, Samuel Pinazo, Luismi Pérez y Sergio Sarriá | 14 d'octubre de 2019    | 1 246 000 (8,3%)  |
| 8    | «Y yo cobro»                              | Chiqui Carabante | Daniel Corpas, Samuel Pinazo, Isa Sánchez y Jordi Calafí   | 21 d'octubre de 2019    | 1 173 000 (7,5%)  |

## Producció
La sèrie, creada per Daniel Corpas i Samuel Pinazo, va competir en els "Pitching Awards" de la segona edició del festival Conecta Fiction en 2018. En el festival, va guanyar el Premi Fundació SGAE, atorgant-li un contracte de desenvolupament per a RTVE. El 23 de gener de 2019, TVE va anunciar oficialment el desenvolupament de la sèrie, amb Maggie Civantos, Salva Reina i Vicente Romero com a protagonistes, i amb el cocreador i showrunner d'El Ministerio del Tiempo, Javier Olivares, i el director principal de la sèrie, Marc Vigil, com a productors executius. El rodatge de la sèrie va tenir lloc des d'abril fins a juliol de 2019 a Màlaga, Andalusia.

## Llançament
El 21 de juny de 2019 es publicà el  tràiler de la sèrie.

L'agost de 2019 es va anunciar que la sèrie serà projectada per primer cop el 2 de setembre de 2019 en el FesTVal. El 3 de setembre de 2019 es va anunciar que la sèrie s'estrenaria en La 1 el 9 de setembre de 2019.

## Recepció

### Crítica
Malaka ha rebut crítiques mixtes a positives per part de la crítica especialitzada. Laura Pérez de Vertele va citar de manera positiva el to "fosc i incòmode" de la sèrie i la va descriure com una "raresa en el gènere [del thriller] que mostra la seva versió més indie en un entorn tan inesperat com la cadena pública", a més d'elogiar les interpretacions de Maggie Civantos i Salva Reina, però va donar una reacció més mixta de la decisió de la sèrie a enfocar-se més en els personatges que en la trama, sobre la qual va dir que "probablement amb el pas dels capítols [jugarà] al seu favor" però que "no afavoreix al resultat del seu primer capítol", on va dir que "es troba a faltar un punt de gir o, almenys, que esdevingui alguna cosa que et mantingui expectant" Cristian Quijorna de FormulaTV va ser una mica més crític amb la sèrie, citant la seva gran aposta (l'hiperrealisme) com el seu "gran inconvenient" i que, lluny de fer de Malaka una sèrie "culte, diferent, alternativa i innovadora", la feia "una sèrie amb un pilot al qual li sobren minuts i [li] falta acció i coherència", a més de criticar també al pilot per "pecar d’introductiu" i per no enfocar-se a aconseguir "un equilibri molt més clar entre ritme, interès i coherència narrativa", però sí que va elogiar el seu enfocament a la ciutat de Màlaga (on la sèrie se situa) i també les interpretacions de Civantos i Reina, especialment d'aquest últim pel seu canvi de registre. Álvaro Onieva de Fuera va descriure a Malaka com una sèrie "difícil de digerir" i al primer capítol com una "constant desorientació", i encara que va elogiar la sèrie per intentar ser més "naturalista" i no ser "esclava del gir boig o del cliffhanger" a favor que "les seqüències respirin", també va criticar que "no es pot posar tot això al servei del tedi" David Saiz d’Ecoteuve va dir que "resulta difícil" entrar en la història [de la sèrie] i "aguantar la temptació de deixar-ho i buscar una altra cosa en televisió", advertint als espectadors que s'armin de paciències per a veure els dos primers capítols, a més de criticar la lentitud del primer capítol i el seu retrat dels baixos fons de Màlaga com "un realisme tan amarg […] que a vegades de fa excessiu", però va elogiar als actors, als personatges, i va dir que la història "pot arribar a resultar interessant", dient que a partir del segon capítol es comença a aclarir l'argument. Juan M. Fdez de Bluper va descriure a Malaka com "l'aposta més arriscada [de TVE] fins avui" i com una "sèrie de silencis, de pauses, de confusions" on "és difícil endevinar la seva trama" ja que "durant el primer capítol va lliscant-se per una capa inferior que no acaba de sortir a flotació fins a l'últim moment" on els personatges "es van presentant ells sols" i on "tot comença a rodar i prendre ritme en el seu segon episodi", a més d'elogiar les interpretacions ja no sols de Civantos i Reina, sinó també de Vicente Romero i de la menys coneguda Laura Baena Torres, a més de la direcció, la producció i la fotografia, i va concloure la seva crítica agraint que TVE "hagi decidit prendre per fi un risc veritable" i que "pot i ha de fer una d'aquestes sèries a l'any, ser banc de proves i trampolí per a nous creadors".Fernando Vílchez de ‘Las cosas que nos hacen felices' l'ha descrit com "un thriller tan dens com el fang" per a apuntillar que "Malaka és una sèrie que promet, i molt".
Miguel Ángel Rodríguez d'"El Televisero" va donar una crítica bastant negativa a la sèrie descrivint el ritme de la sèrie com una cosa que "pot acabar amb la paciència de l'espectador generant cansament i poc interès cap al producte", la majoria de les actuacions com "més que forçades i poc naturals", la fotografia com a "crua i fosca" i el primer capítol com "bastant pitjor que en el segon", a més de titllar la història de "lenta" i les trames de "poc interessants", salvant únicament les actuacions de Civantos i Reina, i concloent que la sèrie encaixaria millor en una cadena de pagament i que "[seria] complicat que sigui del grat de les grans masses de la televisió en obert". Adriano Moreno de la Cadena SER va ser molt menys negatiu però igual de crític amb el primer capítol de la sèrie, el qual, segons ell, "obliga l'espectador a passar per uns soporífers 50 minuts plens de silencis, so ambient i un thriller que és de tot menys trepidant" i que "resulta impossible saber de què va la sèrie fins als últims minuts del seu primer capítol", per la qual cosa, malgrat l'"eficàcia tècnica i artística" de la sèrie, la va titllar de "fallida", encara que, igual que altres crítics, va agrair l'aposta de TVE per productes més ambiciosos i el seu intent per rescabalar-se dels errors del passat.